# Бушковиці-Малі
Бушковиці-Малі (пол. Buszkowice Małe) — село в Польщі, У 1975-1998 роках село належало до Вроцлавського воєводства.
На даний момент - в адміністративному районі ґміни Журавиця, у Перемишльському повіті, Підкарпатському воєводстві. Село має цікаву історію, яка відображає складну долю цього регіону, що був місцем перетину різних культур і впливів.

### Історія села
1. Раннє Середньовіччя: Як і більшість сіл у цьому регіоні, Бушковиці-Малі ймовірно були засновані в середньовіччі, хоча точні дати першої згадки про село можуть бути відсутніми. Село входило до складу Руського воєводства Королівства Польського.
2. Польсько-Литовська держава: У складі Речі Посполитої село знаходилося під контролем місцевої шляхти, яка володіла значними землями в цьому регіоні. Жителі села здебільшого займалися сільським господарством.
3. Австрійська імперія: Після першого поділу Польщі в 1772 році, територія, на якій знаходиться село, увійшла до складу Габсбурзької монархії, згодом ставши частиною Королівства Галичини та Володимирії. Цей період характеризувався поступовою модернізацією села, а також впливом австрійської адміністрації.
4. ХХ століття: Після Першої світової війни і розпаду Австро-Угорської імперії, село повернулося до складу новоствореної Другої Польської Республіки. У роки Другої світової війни цей регіон зазнав серйозних випробувань через бойові дії та зміну влади.
5. Повоєнний період: Після другої світової війни, внаслідок зміни кордонів, село залишилося в складі Польщі. Під час соціалістичного періоду в Польщі в селі, як і в інших місцях, відбулися зміни в аграрному секторі, включаючи колективізацію.

### Сучасний період
На сьогоднішній день Бушковиці-Малі є частиною Підкарпатського воєводства. Це типове польське село з сільським укладом життя, де люди займаються фермерством і ведуть спокійне життя. 
Село також є частиною історичного та культурного спадку регіону, відображаючи багатонаціональну історію Підкарпатського воєводства.

## Демографія
Демографічна структура станом на 31 березня 2011 року:
|          | Загалом | Допрацездатний вік | Працездатний вік | Постпрацездатний вік |
| -------- | ------- | ------------------ | ---------------- | -------------------- |
| Чоловіки | 46      | 8                  | 29               | 9                    |
| Жінки    | 52      | 10                 | 29               | 13                   |
| Разом    | 98      | 18                 | 58               | 22                   |